# Francesco Mazzoli
Pour les articles homonymes, voir Mazzoli.
Francesco Mazzoli, né à Vérone (Italie) le 31 mai 1988 , est un pianiste, claveciniste, chef d’orchestre et éditeur italien d'ouvrages musicaux. Il est directeur de l'orchestre symphonique Città di Verona.

## Biographie

### Naissance
Francesco Mazzoli naît à Vérone en 1988.

### Pianiste
Il prend ses premiers cours de piano à l’âge de sept ans, au C.E.A. section de Pescantina (Vérone). Depuis ses débuts au clavier Francesco Mazzoli porte de l'intérêt à l’œuvre de Jean-Sébastien Bach dont il joue toutes les pièces pour clavier et pour celle de Wolfgang Amadeus Mozart, qu'il pratique, comme pianiste, surtout à travers ses Concertos.
Il poursuit sa formation pendant l’adolescence en fréquentant les cours du Conservatoire de musique de Vérone F. E. Dall’Abaco. Il quitte rapidement cette institution musicale pour poursuivre ses études avec Enrico De Mori qui lui ouvre de nouvelles perspectives, notamment vers la direction orchestrale.
En tant que pianiste il se reconnaît parmi les héritiers de Ferruccio Busoni, son véritable maître moral, mais pour sa formation, acquise notamment à travers une écoute attentive et soutenue, il est débiteur de la leçon de Carlo Zecchi et d’Arturo Benedetti Michelangeli,.

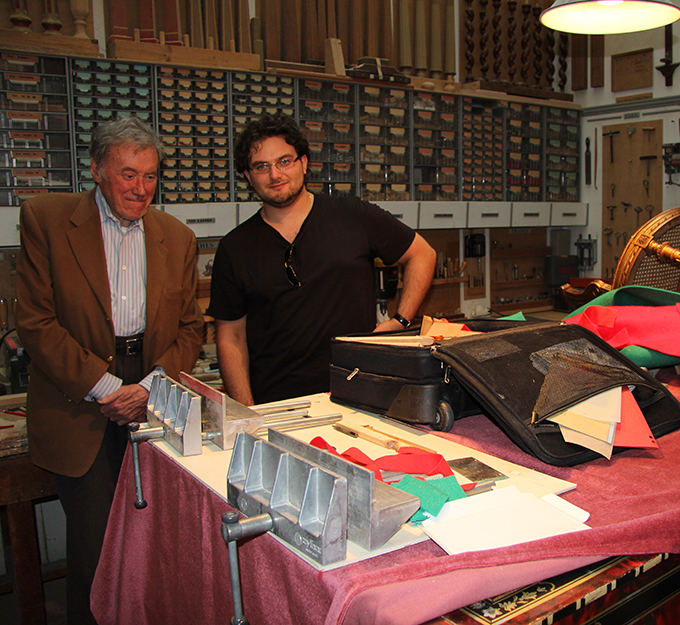
Francesco Mazzoli avec Claude Mercier-Ythier dans sa boutique, Paris, 2013.

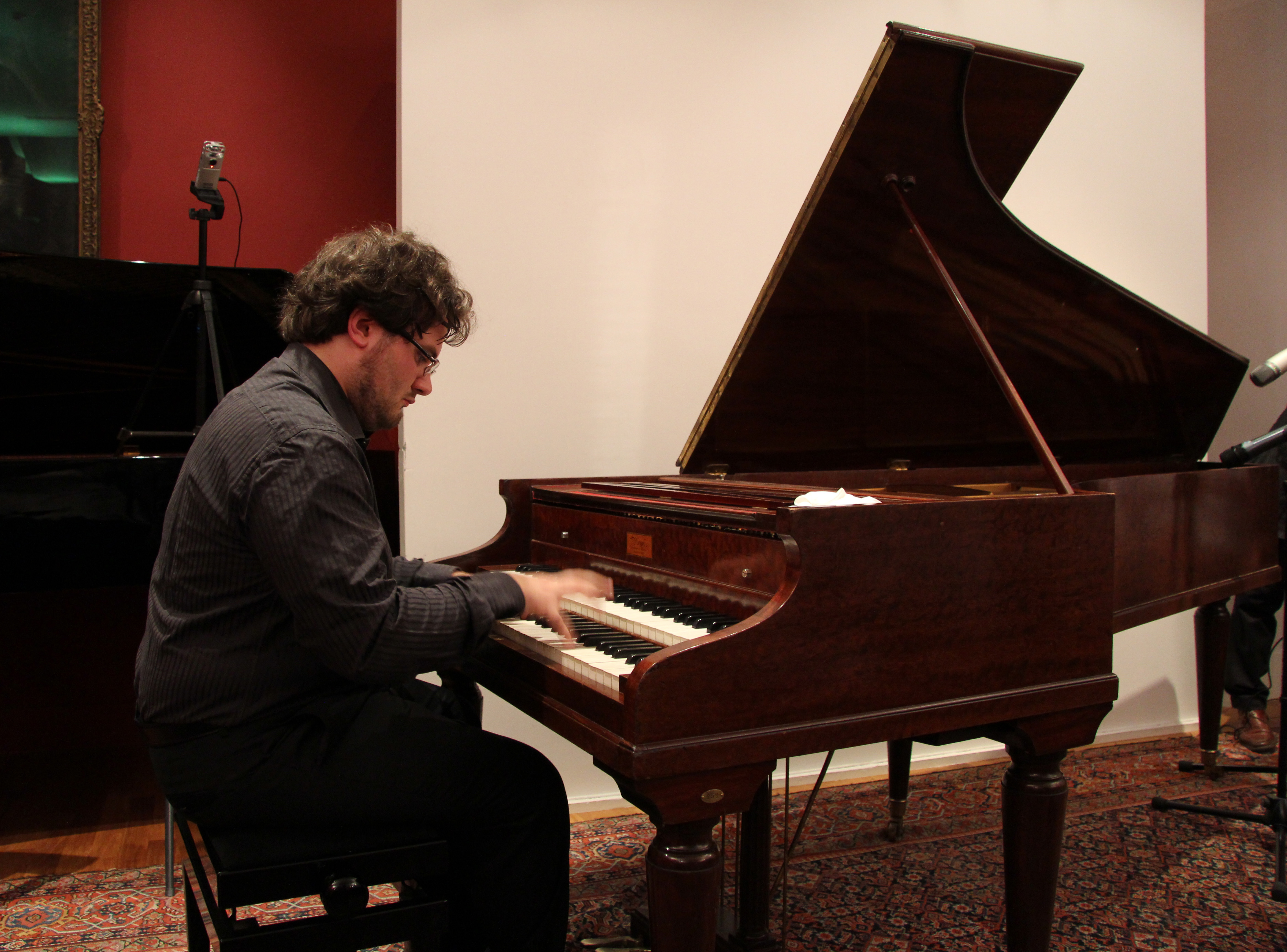
Francesco Mazzoli aux claviers d'un clavecin Pleyel Wanda Landowska de 1936, en concert auprès de la SHLP de Paris, juillet 2013.

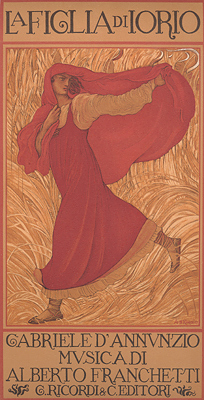
Le manifeste original pour la première représentation de l'opéra réalisé par Adolfo de Carolis.

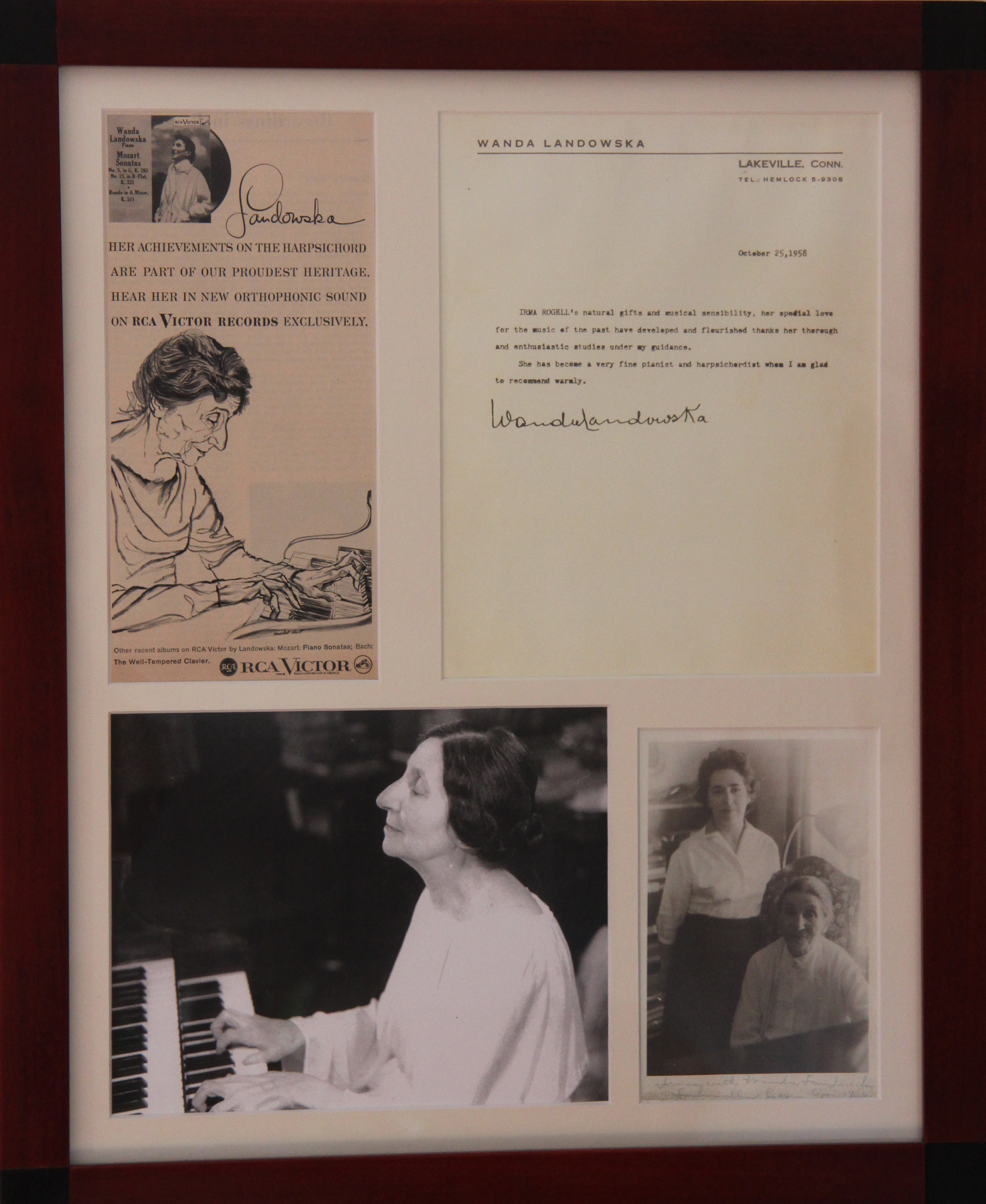
Autographes, caricatures et photos de Wanda Landowska.

### Claveciniste
Depuis 2007, il joue au clavecin, tantôt les pièces constituant la principale littérature baroque, tantôt les œuvres de  compositeurs assez méconnus : Pancrace Royer, Johann Caspar Ferdinand Fischer, Friedrich Wilhelm Marpurg et les enfants de Jean-Sébastien Bach.
En analysant l’art du clavecin au XXe siècle, il fait la connaissance de Wanda Landowska. En 2010, il a l'occasion de jouer aux claviers de l’un des rarissimes Pleyel Grand Modèle de Concert « Wanda Landowska », commandé par Madame Landowska en 1957 pour sa dernière élève américaine, Irma Rogell,.
Il entame alors une correspondance et une collaboration technique avec Claude Mercier-Ythier, facteur de clavecins à Paris et auteur d'un ouvrage sur le sujet, pour mener à bien la restauration du clavecin. Pendant ce travail manuel, il établit des contacts avec la Cité de la musique de Paris et les conservateurs du Musée des instruments, où il est reçu pour jouer sur des pièces de collection rarissimes comme un clavecin original de Jean-Henri Hemsch et Ruckers, des piano-fortes, notamment celui à pédalier d'Alkan. Depuis 2013, il est membre de la Société britannique du clavecin (British Harpsichord Society).
Lors du concert de I Solisti Veneti qui a lieu à Vérone le 31 mai 2017, au palais de La Gran Guardia, en collaboration avec La Giovane Classicità et sous la direction de Claudio Scimone avec la participation du violoniste Uto Ughi, Francesco Mazzoli joue au clavecin la basse continue.

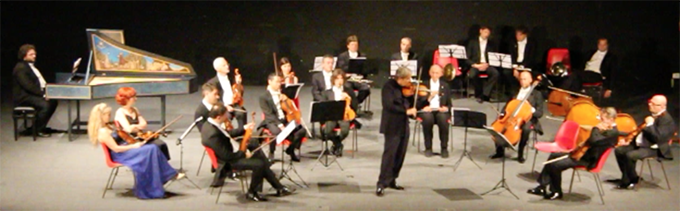
Francesco Mazzoli, au clavecin, joue la basse continue lors du concert de I Solisti Veneti avec la participation du violoniste Uto Ughi à Vérone le 31 mai 2017.

### Directeur artistique
Il débute comme directeur artistique à l’Alliance française de Vérone, ayant comme mandat d’organiser et programmer des activités à vocation musicale.
Une fois son engagement terminé, il fonde l’association Die junge Klassizität, un centre d’études musicales et musicologiques qui est aussi un label et une maison d’édition. Il devient directeur artistique et directeur de l’orchestre Die junge Klassizität en hommage et remerciement à Ferruccio Busoni.

### Conférencier
Il est co-auteur et pianiste à l'occasion de la conférence-concert organisée par l’Université de Vérone sur « Le dernier séjour parisien de Wolfgang Amadeus Mozart 23 mars-26 septembre 1778 ».
Au mois de novembre 2014, il tient une conférence-concert à l’Auditorium du Vittoriale degli italiani, la dernière résidence de Gabriele D'Annunzio à Gardone Riviera, devenue son mausolée, sur le lac de Garde. Le sujet de la conférence est la restauration et la réédition de l’unique enregistrement existant de La figlia di Iorio (it), opéra tragique-pastoral en trois actes d’Alberto Franchetti d’après le drame de Gabriele D’Annunzio, représenté au jardin du Vittoriale degli Italiani en 1988 sous la direction musicale d’Enrico De Mori.
Il est encore une fois co-auteur, pianiste et surtout claveciniste lors de la conférence-concert organisée par l'Accademia Filarmonica di Verona, ayant pour titre Hommage à Wanda Landowska : La Dame du clavecin, qui a lieu le 9 octobre 2015 dans la Salle Maffeiana du Théâtre philharmonique de Vérone. Pour l'occasion, Francesco Mazzoli joue sur le clavecin Grand Modèle de concert Wanda Landowska de 1958, commandé par la claveciniste franco-polonaise le 30 avril 1957 depuis Lakeville (Connecticut) pour sa dernière élève, Irma Rogell.

### Chef d’orchestre
Après la direction de l'orchestre La Giovane Classicità ainsi que de l’Orchestra giovanile della Saccisica, du quatuor de l’orchestre des Arènes de Vérone, il accède à la direction de l'orchestre symphonique Città di Verona. Il se produit dans plusieurs concerts publics, avec la participation du pianiste Andrea Bacchetti, et au concert de Noël 2015 au Théâtre philharmonique de Vérone. En préparation du grand concert symphonique de Noël 2015, il suit des cours de direction auprès de Claudio Scimone.
En 2016, il débute dans l'opéra lyrique au théâtre Ristori de Vérone avec Il Barbiere di Siviglia de G. Rossini, suivi quelques semaines après de deux représentations du Don Giovanni de Mozart, ce dernier opéra mis en scène dans les décors virtuels du Vittoriale degli italiani. Ces projets d'opéra sont issus d'un cycle d'auditions organisées à la suite d'un appel national et international où ont participé plus de 400 artistes.
En 2017, il dirige l'intermezzo La serva padrona.

### Musicologue
Francesco Mazzoli s’occupe parfois de critique musicale : en 2008, il est l'auteur de Réflexions personnelles pour une lecture musicale engagée ; en 2009, il écrit Histoire et pratique de la cadence instrumentale solistique, paru à Vérone chez DJK. Pour la même maison d’édition, il publie en 2014 la partition pour chant et piano de La figlia di Iorio (it) d’Alberto Franchetti, nantie d’une introduction critique et historiographique.

### Compositeur
Au début de sa carrière musicale, il s'engage dans la composition : il grave un Quintette à cordes et notamment une Fantaisie brillante sur les thèmes du Don Giovanni de Mozart[source insuffisante] ; il effectue la transcription pour piano de quelques préludes et fugues de Jean-Sébastien Bach, ainsi qu'une transcription pour clavecin Pleyel de sa célèbre Chaconne, tirée de la Partita pour violon seul nº 2.

### Formation culturelle
Diplômé d'une licence en Philosophie morale, Francesco Mazzoli termine en 2013 ses études universitaires au Campus de Vérone où il obtient un Master 2 en Esthétique. Son mémoire, rédigé sous la direction de M. Markus Georg Ophälders, a comme sujet la pensée musicale de Ferruccio Busoni. Cette thèse lui vaut une mention spéciale décernée par le Centre d'études musicales « Ferruccio Busoni » de Empoli (Florence-Italie).

## Concerts, opéras, oratorios et messes

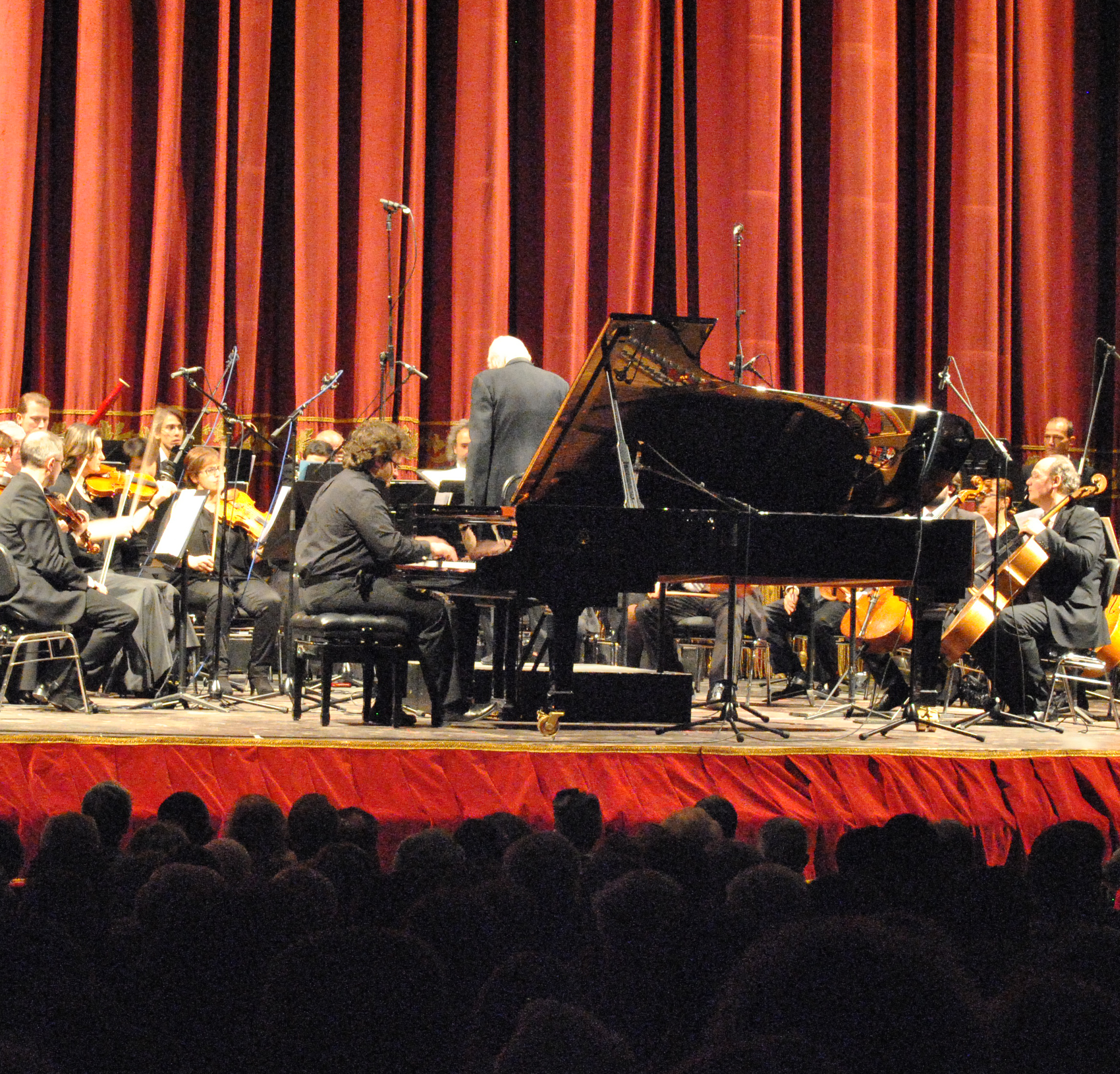
Francesco Mazzoli jouant le K 466 de W.A.Mozart, Filarmonico, 2014.

- Concert pour clavecin baroque [Paradisi-Couperin-Rameau-Bach] pour la soirée franco-italienne de Noël 2011 : il a favorisé la redécouverte d’un facteur de clavecins du XVIIIe siècle, Pascal Taskin, et de la musique de Jean-Philippe Rameau.
- Concert de Printemps 2012 avec les Quintettes avec piano opus 56 et 57 de Boccherini : la dernière série, dédiée à la Nation française, a été donné à la Sala Maffeiana le 24 mai 2012[27] illustre l’époque révolutionnaire et la montée au pouvoir de Napoléon Ier[28].
- Grand Concert de Noël 2012[29], donné pour l’AF au théâtre Ristori : il a marqué le retour sur la scène d’un clavecin Pleyel Grand Modèle de concert « Wanda Landowska », fabriqué à Paris en 1958 sur commande de la claveciniste franco-polonaise, Wanda Landowska, exilée aux États-Unis à la suite des persécutions raciales des années 1940. À un siècle de distance de son projet de construction, Francesco Mazzoli a renouvelé le souvenir de la claveciniste disparue[30],[31] et rendu hommage à une entreprise française consacrée à la construction des pianos, ainsi qu’à son ingénieur de l’époque Gustave Lyon, en jouant des pièces de Jean-Sébastien Bach[32].
- Hommage à Wanda Landowska [Bach-Busoni]. Soliste au clavecin Pleyel Grand Modèle de Concert « Wanda Landowska » en juillet 2013 à la SHLP – Bibliothèque polonaise de Paris[33],[34].
- Concert de Noël 2013 de La Jeune Classicité [Mozart-Paisiello], à Vérone[35].
- Concert Francesco Mazzoli dirige Andrea Bacchetti [Beethoven], à Vérone, mai 2014[36],[37],[38],[39].
- Journées Européennes du Patrimoine, à Paris, septembre 2014. Soliste au piano à la SHLP [Marpurg et Mozart-Busoni] – Bibliothèque polonaise de Paris[40],[41].
- Grand Concert symphonique de Noël 2014, à Vérone [Mozart K 466][42],[19]
- Concert de Printemps de La Jeune Classicité, à Vérone, 7 mai 2015 [Bach-Mozart-Dall’Abaco][43].
- Requiem (Mozart) de Wolfgang Amadeus Mozart de La Jeune Classicité, à la cathédrale de Pescantina, 18 septembre 2015 et à Vérone le 27 septembre. Orchestre "Città di Verona"[44],[45]
- Concert de Noël 2015 [Haydn et Mozart] à Vérone d'ouverture de la cinquantième saison de l'orchestre « Città di Verona »[1].
- Concert de Pâques de La Jeune Classicité, à Vérone, 23 mars 2016 [Haydn][46]
- Concert de Printemps de la Jeune Classicité, à Vérone, 21 mai 2016 [Busoni-Mozart]. Orchestre symphonique Città di Verona en formation d'orchestre de chambre[47].
- Requiem de Mozart de La Jeune Classicité, au tombeau de Custoza, le 25 juin 2016. Orchestre symphonique Città di Verona[48].

.

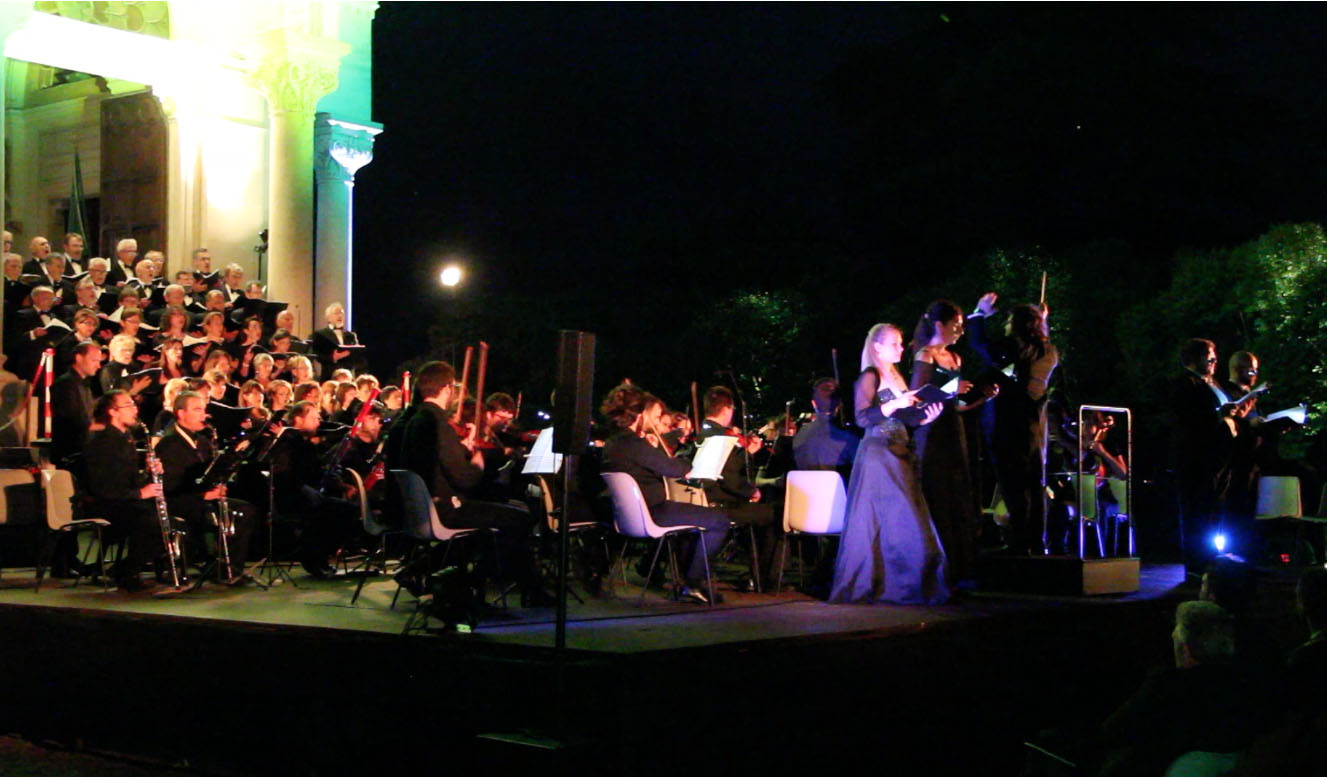
F. Mazzoli dirigeant le Requiem de Mozart au pied du Tombeau de Custoza le 25 juin 2016

- Opéra : Il Barbiere di Siviglia, à Vérone, 17-18 septembre 2016. Œuvre intégrale de Gioachino Rossini, sur le livret de Cesare Sterbini, enrichie d'un ballet. Ballet : Compagnia giovanile di danza Operamoderna. Orchestre symphonique Città di Verona[49].
- Concert d’automne de La Jeune Classicité, à Vérone Sala Maffeiana, octobre 2016 [Paisiello-Boccherini-Salieri-Mozart] avec l’Orchestre symphonique Città di Verona, dirigé au piano par Francesco Mazzoli[50],[51]
- Opéra : Don Giovanni, à Vérone, 5-6 novembre 2016. Œuvre intégrale de Wolfgang Amadeus Mozart, sur le livret de Lorenzo Da Ponte, première édition mondiale mise en scène dans l'ambiance virtuelle du Vittoriale degli italiani , enrichie d'un ballet. Ballet : Compagnia giovanile di danza Operamoderna. Orchestre symphonique Città di Verona[52].
- Oratorio Stabat Mater et Salve Regina de Giovanni Battista Pergolesi ; Concerto pour violon BWV 1041 de Jean-Sébastien Bach. Vérone, 26 novembre 2016. Orchestre symphonique Città di Verona en formation à cordes[53].
- Grand Concert piano-symphonique de Noël 2016 à Vérone le 19 décembre [Mozart], comme ouverture de la cinquante-unième saison de l'orchestre symphonique Città di Verona[54],[55],[56].

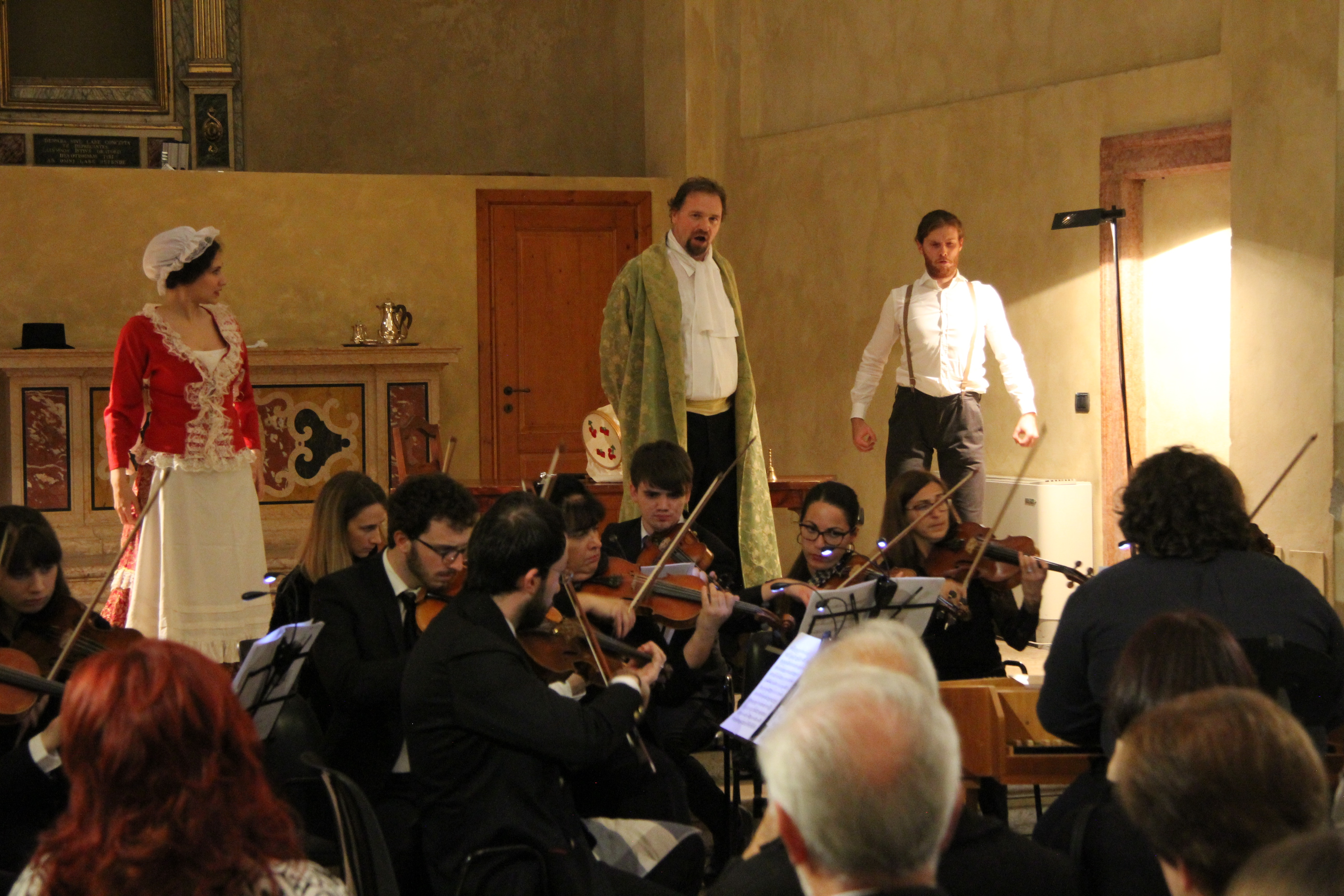
La serva padrona de Giovanni Battista Pergolesi, mise en scène avec l'orchestre città di Verona, dirigé au clavecin par F. Mazzoli le 21 octobre 2017.

- Concert à Vérone, Santa Maria in Chiavica, 18 février 2017 [Vivaldi-Bach]. Orchestre symphonique Città di Verona en formation à cordes[57].
- Petite messe solennelle de Gioachino Rossini à Vérone le 12 mars et à Pescantina le 13 mars 2017[58]
- Concert de Printemps de la Jeune Classicité, à Vérone, 13 mai 2017 [Haydn-Mozart][59],[60].
- Opéra : Il Barbiere di Siviglia, à Vérone, 2 septembre 2017. Œuvre intégrale de Gioachino Rossini, sur le livret de Cesare Sterbini, enrichie d'un ballet de la Compagnia giovanile di danza Operamoderna. Nouvelle mise en scène de Anna Corsini. Orchestre symphonique Città di Verona[61],[62].

.

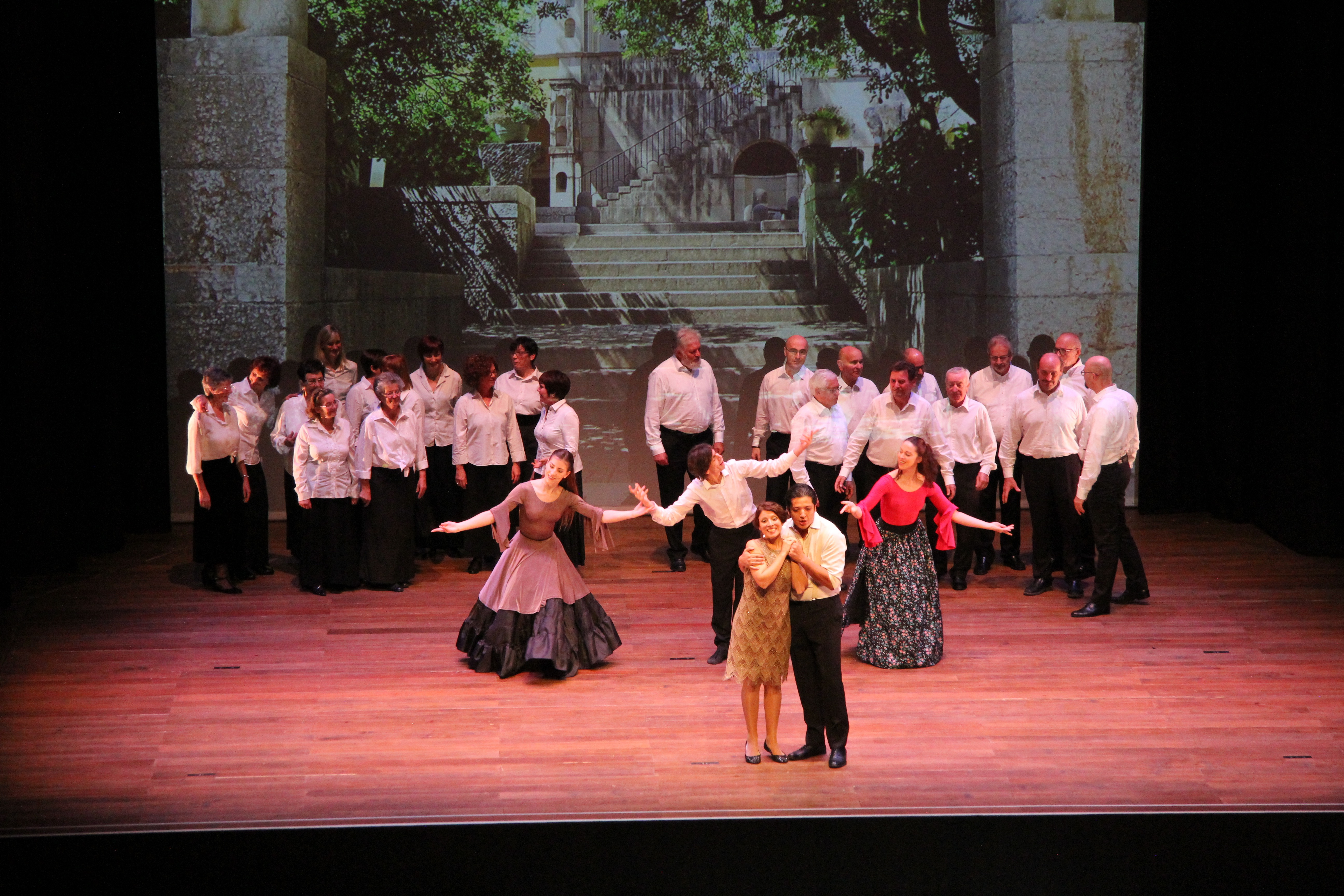
Une scène du Don Juan de Mozart représenté au Théâtre Ristori de Vérone le 5/6 novembre 2016 par F. Mazzoli, maître concertant, chef d'orchestre et claveciniste

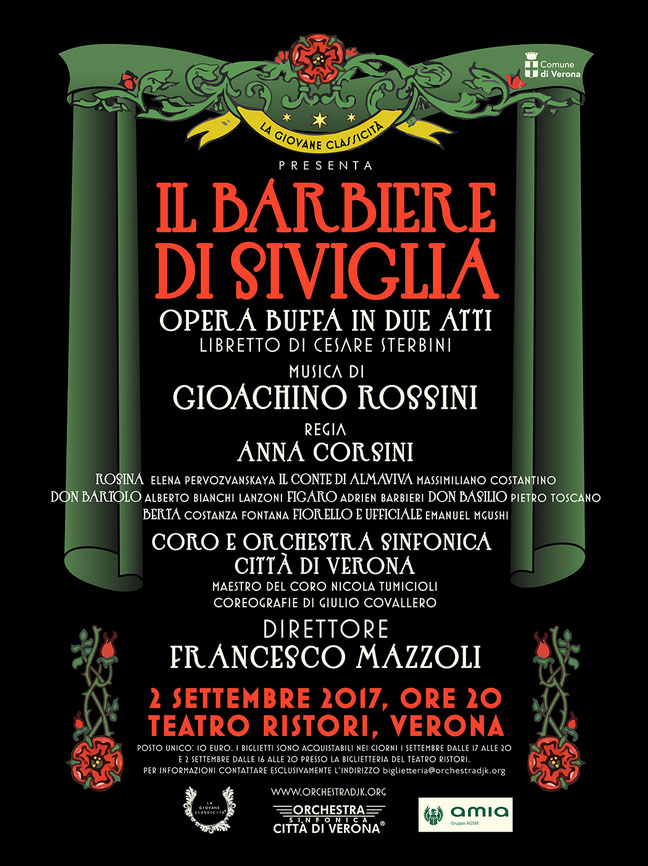
L'affiche du nouvel opéra, Le Barbier de Séville, à Vérone Théâtre Ristori, le 2 septembre 2017

- Opéra : La serva padrona, à Vérone, 21 octobre 2017. Intermezzo en deux parties de Giovanni Battista Pergolesi, livret de Gennaro Antonio Federico. Orchestre symphonique Città di Verona en formation à cordes, dirigé au clavecin par Francesco Mazzoli[63],[64]

- Concert à Vérone, Santa Maria in Chiavica, 18 novembre 2017. Concerto pour deux violons ; Concerto italien; Concerto Brandebourgeois V (ré majeur) de Jean-Sébastien Bach avec l’orchestre symphonique Città di Verona, dirigé au clavecin baroque par Francesco Mazzoli[65],[66].

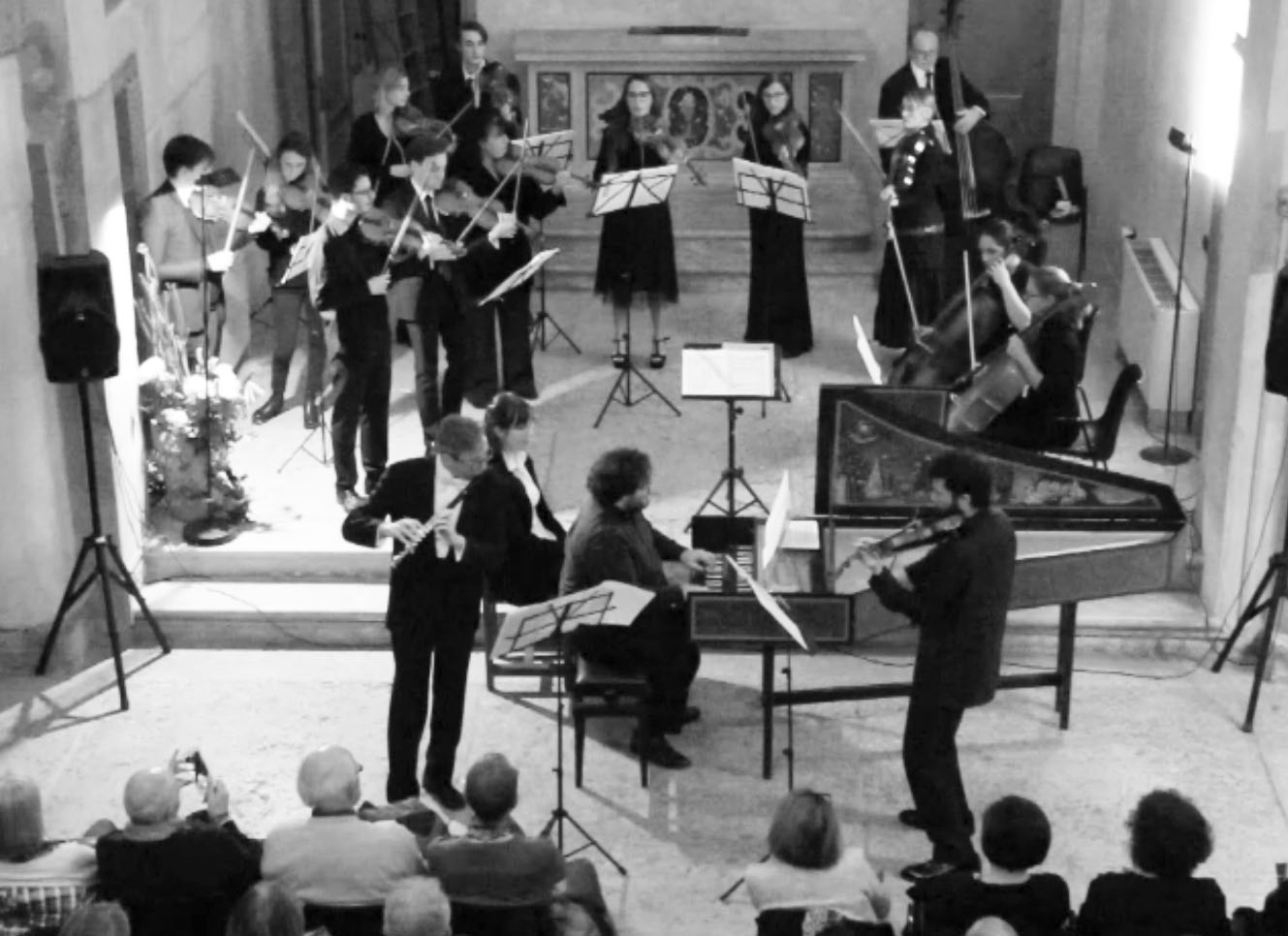
F. Mazzoli dirige le 5e Concerto Brandebourgeois de Bach tout en jouant le clavecin en soliste.

- Nuit lyrique, à Vérone, Palais de La Gran Guardia, 20 août 2018 [Verdi-Mozart-Rossini] avec le Sichuan Philharmonic Orchestra et le Young Musicians European Orchestra dirigés par Francesco Mazzoli[67].

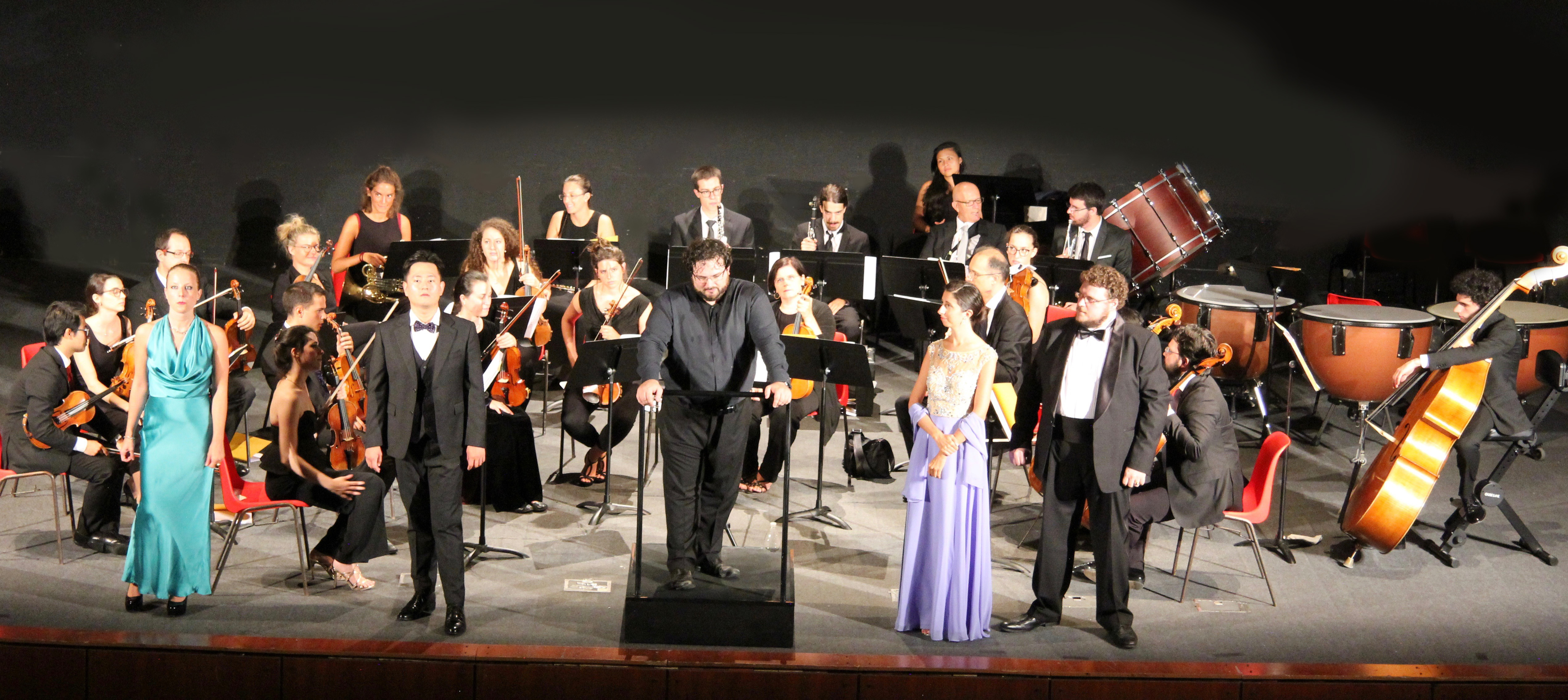
Nuit lyrique à Vérone, Auditorium de La Gran Guardia, F. Mazzoli chef d'orchestre.

## Discographie
- Luigi Boccherini – Francesco Mazzoli – Wolfgang Amadeus Mozart : Concert du printemps, piano : F. Mazzoli ; quatuor à cordes : Quatuor Veronensis, Vérone, Alliance française, 2012 ;
- Jean-Sébastien Bach : Bach on Pleyel harpsichord, F. Mazzoli harpsichordist, Orchestra Die junge Klassizität, Paris, DJK 2013[68] ;
- Giovanni Paisiello, Piano concerto no. 4 in G minor, Cadenzas by F. Mazzoli ; Wolfgang Amadeus Mozart : Symphony K 201 in A major, Cadenzas by F. Mazzoli ; Piano concerto K 414 in A major, Cadenzas by F. Mazzoli, Orchestra Giovanile della Saccisica, Vérone, DJK 2014 ;
- Jean-Sébastien Bach-Ferruccio Busoni : BACH-BUSONI - Piano transcriptions selection, Padoue, DJK 2014 ;
- Ludwig van Beethoven : Ouverture from The Creatures of Prometheus, op. 43, Simphony no. 1 in C major, op. 21, Piano concerto no. 4 in G major, op. 58, Francesco Mazzoli : conductor, Orchestra Città di Verona, Vérone, DJK 2014 ;
- Friedrich Wilhelm Marpurg : Complete harpsichord works, 2CD, F. Mazzoli harpsichordist, Paris, DJK 2014 ;
- Alberto Franchetti : La figlia di Iorio (it)  Orchestra e coro Città di Verona, directeur : Henri De Mori, responsable de la restauration et directeur de production : Francesco Mazzoli, Vittoriale degli Italiani, DJK, 2014 ;
- Luigi Boccherini – Giovanni Paisiello – Wolfgang Amadeus Mozart : Concerti da camera, piano : F. Mazzoli ; quatuor à cordes :Città di Verona, Vérone, DJK 2014 ;
- Wolfgang Amadeus Mozart : Don Juan, ouverture ; concerto en ré mineur K 466, version et cadences de Ferruccio Busoni ; Symphonie K 385, Haffner ; F. Mazzoli : Fantaisie brillante sur des thèmes de Mozart, Vérone, DJK, 2015 ;
- Wolfgang Amadeus Mozart : Requiem K 626 ; Ave Verum Corpus K 618, orchestre Città di Verona, chef d'orchestre : Francesco Mazzoli ; ensemble choral : Ecclesia Nova, Vérone, DJK, 2015.

### Ouvrages critiques: musique et histoire
- Note personali per una lettura musicale impegnata, Verona, DJK, 2008
- Storia e pratica della cadenza strumentale solistica, Verona, DJK, 2009
- La figlia di Iorio (it) di Alberto Franchetti e Gabriele D'Annunzio, Gardone Riviera, DJK, 2014
- Scenografia e montaggio del processo di Verona, dans Renzo Montagna, Le fucilazioni del Processo di Verona. Giustizia o vendetta?, Varese, Macchione Editore, 2015, pp. 225–254,  (ISBN 978-88-6570-278-9) (it) Le fucilazioni del processo di Verona